# Дештна (Јиндрихув Храдец)
Дештна (чеш. Deštná) град је у Чешкој Републици. Град се налази у управној јединици Јужночешки крај, у оквиру којег припада округу Јиндржихув Храдец.

## Становништво
Према подацима о броју становника из 2014. године град је имао 766 становника.